# Grosse vrillette
Xestobium rufovillosum · Horloge de la mort
Espèce
La grosse vrillette (Xestobium rufovillosum) est une espèce d'insectes coléoptères, xylophage, de la famille des Anobiidae, surnommée « horloge de la mort » en raison des sons qu'elle émet pendant la période d'accouplement.

## Description

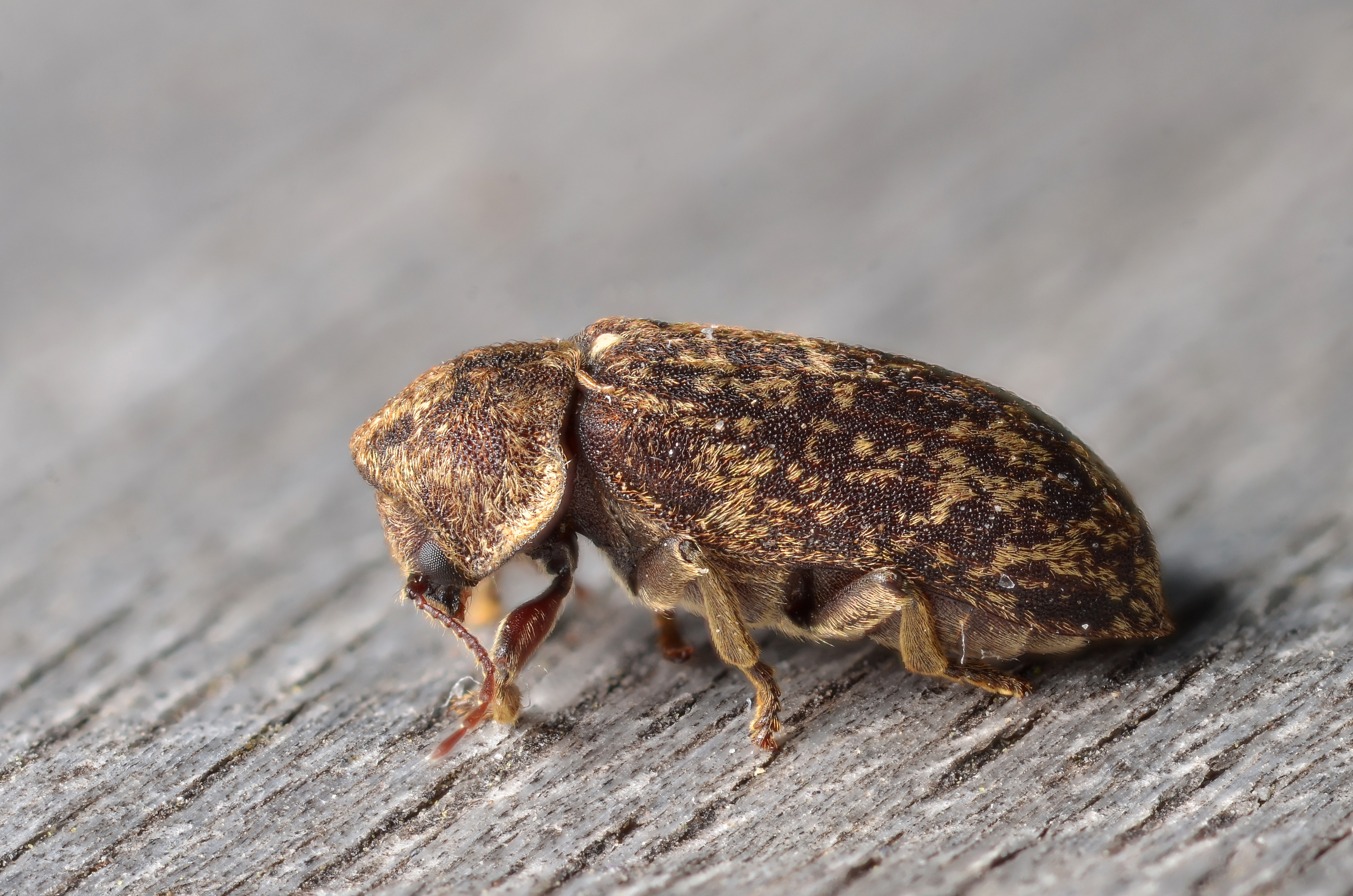
Allure générale.
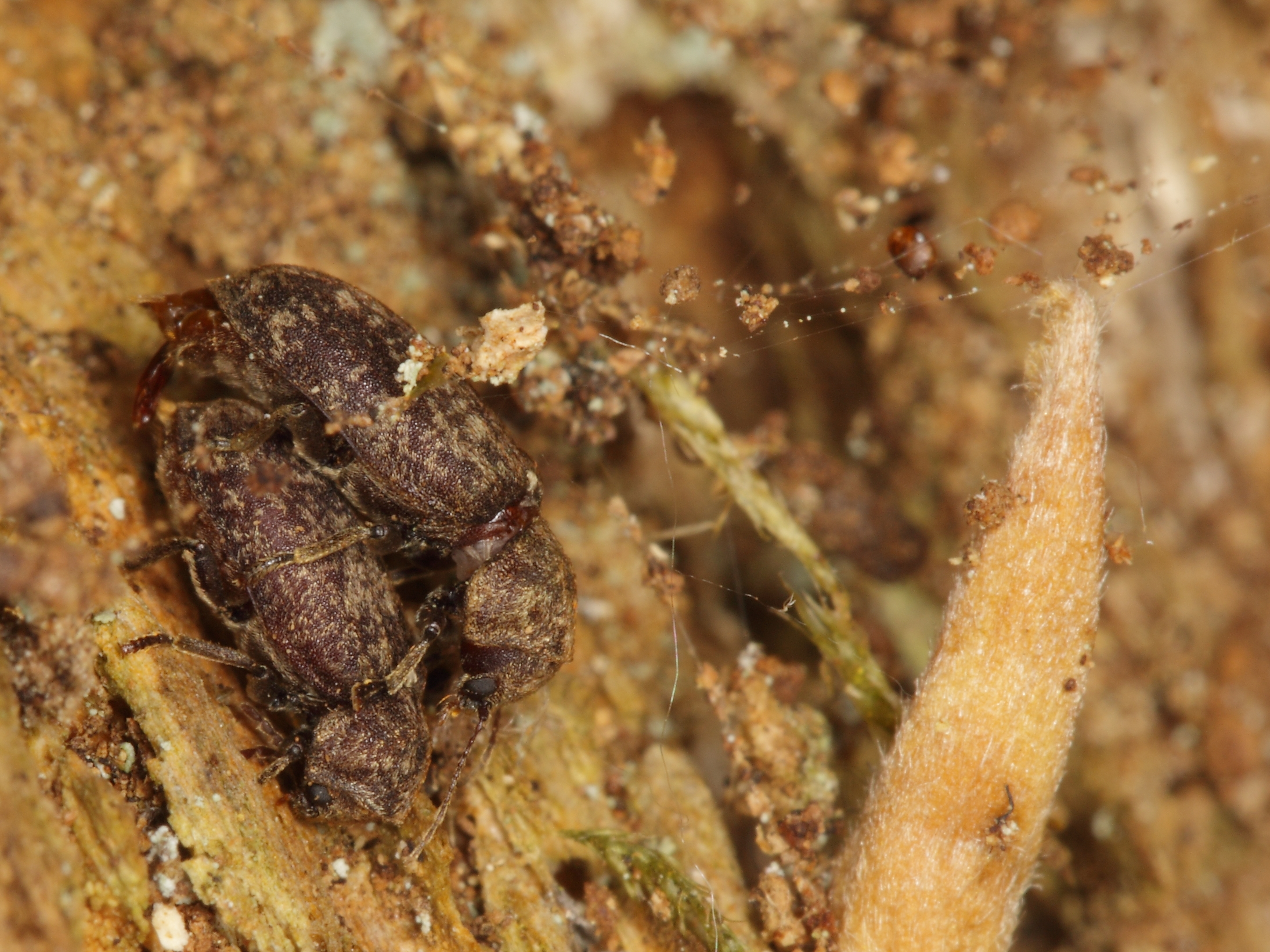
Accouplement.
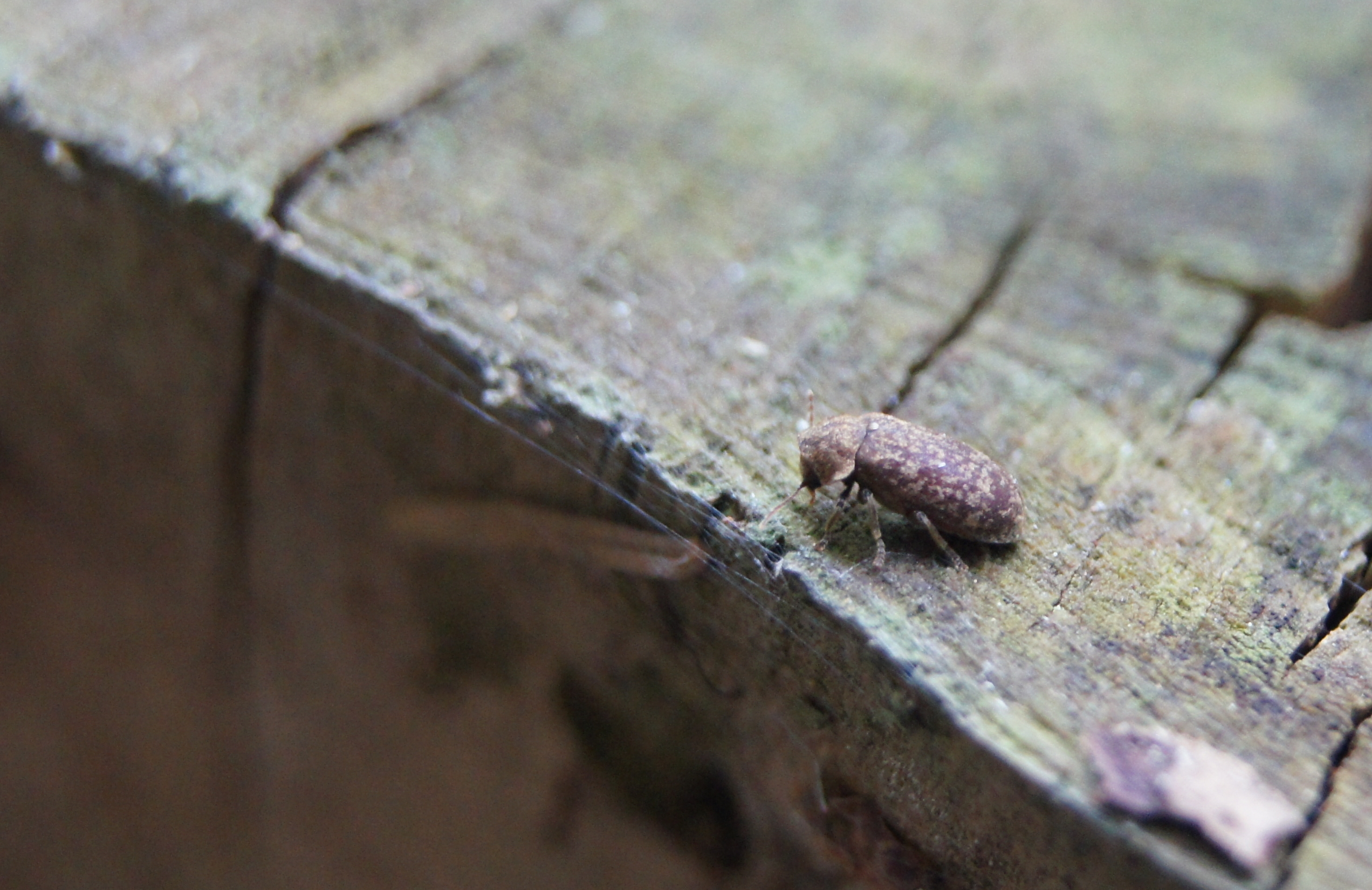
Dans son environnement.

## Répartition géographique
La grosse vrillette possède une large distribution en Europe et est présente en Amérique du Nord ainsi qu’en Australie,.

## Chant nuptial
Les mâles et femelles de grosse vrillette s'appellent en donnant des coups de tête réguliers et répétés contre le bois, avant de se rejoindre à l'extérieur du bois pour s'accoupler. Les sons en résultant ressemblent à ceux d'une horloge. L'insecte est généralement invisible aux yeux des humains, lors de la période d'accouplement le mâle frappe sa tête contre le bois produisant des sons mystérieux (tac...tac...tac... ... ... ...tic..tic..tic..tic..tic.. puis silence 30s et repetita...). La grosse vrillette affectionnant les planchers, poutres et escalier de bois, principalement non-traité chimiquement, était particulièrement fréquente dans les maisons au 18, 19 et 20ièm siècle. Des époques durant lesquelles la "Veillée mortuaire" était souvent pratiquée au domicile. Durant cette période, les visiteurs du défunt, dans un profond silence, percevaient alors fréquemment ce très léger son de tic-tac rapide. C'est ainsi que cet insecte a été surnommé "HORLOGE de la MORT". 

« Un coup porté discrètement avec le doigt, et qu'on aurait pu prendre pour ce petit bruit que fait derrière les tentures, en frappant la muraille de ses antennes, cet insecte vulgairement nommé l'horloge de la mort, crépita dans l'angle de la chambre. »

— Théophile Gautier, La Belle-Jenny, 1848
La vrillette communique en frappant sa tête sur un substrat pour créer un bruit. Les mâles et les femelles diffèrent en ce sens que les mâles tapotent généralement en premier et que les femelles ne tapotent qu'en réponse aux mâles. Une femelle répond dans les deux secondes qui suivent le tapotement d'un mâle. Après la réponse de la femelle, le mâle tapote à nouveau entre 2 et 30 secondes plus tard. Les tapotements créent une vibration transmise par le substrat de bois. Ce mode de communication à longue distance diffère de celui de la plupart des coléoptères xylophages, qui utilisent des phéromones.
Pour localiser les femelles, les mâles marchent sur une courte distance, s'arrêtent et tapotent, s'orientent vers la réponse de la femelle et recommencent. Si les femelles répondent, elles annoncent leur réceptivité. Les femelles qui viennent de s'accoupler ne répondent pas,. Chaque série de tapotements contient entre 4 et 11 tapotements à une fréquence moyenne de 10 Hz. Les femelles ne répondent qu'aux séries de 6 tapotements ou plus et qu'aux séries dont la fréquence est comprise entre 4 et 20 Hz. Les mâles dont les fréquences sont élevées ont plus de chances d'obtenir une partenaire que les mâles dont les fréquences sont plus basses.

### Dans la culture
Le son de la grosse vrillette, surnommée « horloge de la mort », a longtemps été associé à un signe avant-coureur de la mort, étant plus audible les nuits calmes dans les chevrons des vieilles maisons et lors des veillées silencieuses au chevet des mourants,.
L'écrivain, médecin et naturaliste anglais Thomas Browne (1605-1682) a tenté de corriger les idées fausses concernant le scarabée en tant que présage de la mort dans son catalogue encyclopédique d'erreurs courantes, Pseudodoxia Epidemica :

« Peu d'oreilles ont échappé au bruit de l'horloge de la mort, c'est-à-dire au petit cliquetis que l'on entend souvent dans les maisons et qui ressemble un peu à celui d'une montre ; on croit qu'il s'agit d'un mauvais présage ou d'une prédiction de la mort à venir d'une personne, alors qu'il n'y a rien de rationnel dans ce présage et qu'il n'y a pas de quoi effrayer les têtes mélancoliques et méticuleuses. En effet, ce bruit est produit par un petit insecte gris à ailes gainées que l'on trouve souvent dans les lambris, les bancs et les boiseries en été. Nous en avons pris beaucoup et les avons gardés dans des boîtes minces, où je les ai entendus et vus travailler et bricoler avec une petite trompe contre le côté de la boîte, comme un picus martius ou un pivert contre un arbre… Ce qui devrait éteindre les appréhensions et empêcher les passions du cœur, et beaucoup de sueurs froides chez les grands-mères et les infirmières qui, lors de la maladie d'enfants, sont si effrayées par ces bruits. »

— Thomas Browne, Pseudodoxia Epidemica (II.vii, édition de 1650)
Sa notoriété en tant que mauvais présage est évoquée dans le quatrième livre du poème « Endymion » (1818) de John Keats (traduction libre du poème) :
…Nul bruit n'est plus assourdissant en ces murs,
Que le tic-tac de l'insecte dans le cercueil obscur,
Horloge de la mort qui témoigne de l'effroi futur,.
L'expression « horloge de la mort » a été appliquée à divers autres insectes, notamment Anobium striatum, certains insectes de la famille des Psocidae, et les bien nommés Atropos divinatoria et Clothilla pulsatoria (dans la mythologie grecque, Atropos et Clotho étaient deux des trois moires (Parques) associées à la mort).
En 1838, Henry David Thoreau a publié un essai mentionnant le scarabée de la mort. Il est possible que cet essai ait influencé la nouvelle d'Edgar Allan Poe Le Cœur révélateur de 1843 et que le son que le protagoniste entend à la fin de cette histoire soit celui d'un scarabée tapant à l'intérieur du mur, et non les battements du cœur de la victime (morte). Cependant, il est plus probable qu'il s'agissait du tic-tac métronomique d'un pou des livres plutôt que des groupes de six à huit coups effectués par le scarabée de la mort.
Le scarabée est mentionné dans Les Aventures de Tom Sawyer (1876) de Mark Twain : « Ensuite, l'horrible tic-tac d'une montre de la mort dans le mur à la tête du lit fit frémir Tom - cela signifiait que les jours de quelqu'un étaient comptés. »

## Dommages causés
Pour qu'il y ait dommage, il faut minimum 22 % d’humidité dans le bois pour 22 à 25 °C. Il y a donc peu de risques dans les conditions habituelles de logement.
La grosse vrillette s'attaque principalement aux bois d'œuvre anciens ayant reçu une grande quantité d'eau : dégât des eaux, tempête, inondation. Cette forte humidité entraîne le développement de champignons (pourriture cubique par exemple). L'azote développé par le champignon plus l'eau fournit les nutriments nécessaires au développement de la larve.

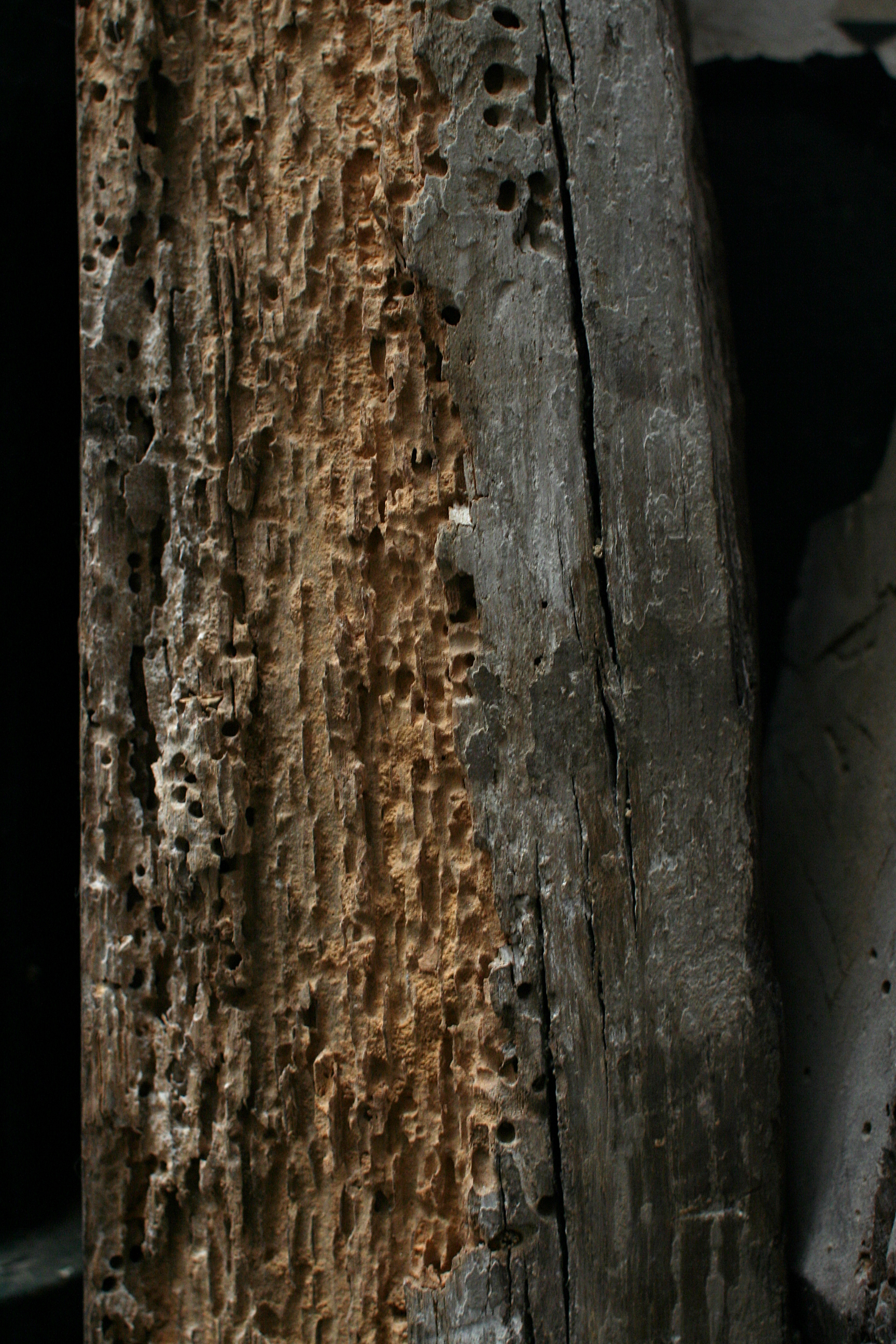
Dégâts causés par la grosse vrillette dans une solive en chêne.